# فضيحة التلاعب بنتائج مباريات ألمانيا 2005
في مطلع عام 2005، طغت فضيحة رشوة قيمتها 2 مليون يورو للتلاعب بنتائج مباريات الدوري الألماني لكرة القدم حينما اعترف حكم الدرجة الثانية روبيرت هويزر بأنًه تورط في التلاعب والمراهنة على نتائج مباريات الدرجة الثانية. الالدوري الألماني الدرجة الثانية و(كأس ألمانيا لكرة القدم) والدوري الألماني لكرة القدم. و تم وصف الفضيحة علي أنها أكبر جدل في كرة القدم الألمانية منذ فضيحة الدوري الألماني في أوائل السبعينات، حيث تم اتهام العديد من اللاعبين، و المدربين، و المسؤلين بالتورط مع مجموعة إجرامية لتنظيم المكيدة، التي جاءت عشية استضافة ألمانيا ل‍كأس العالم 2006..
على الرغم من أنه لا يبدو أن أي من مباريات دوري الدرجة الأولى الألماني كانت لها علاقة بالأمر، فإن المباريات قيد الجدل لا تشمل مباراة الدور الأول لكأس الاتحاد الألماني لكرة القدم بين الفريق الإقليمي بادربورن وفريق دوري الدرجة الأولى الألماني الكبير هامبورغ التي تم لعبها في 21 أغسطس 2004. خسر هامبورغ 2-4 أمام بادربورن؛ حيث تم منح عدد 2 ركلتي جزاء مشكوك فيهما للغاية إلى بادربورن، كما تم طرد إميل مبينزا - لاعب في فريق هامبورغ - بسبب احتجاجه علي إقصاء النادي من المنافسة المربحة.

## وصلات خارجية
- ARD-Dossier zum Thema (بالألمانية)
- FAZ-Spezial mit vielen Hintergründen (بالألمانية)
- Focus Bilder-Serie zum Thema نسخة محفوظة 11 يناير 2006 على موقع واي باك مشين. (بالألمانية)
- Süddeutsche – kroatischer Berufszocker Ante S (بالألمانية)
- Drei Beiträge von aufrecht.de zum Skandal und seinen Konsequenzen (بالألمانية)